# فرودگاه فلوریدا (کوبا)
فرودگاه فلوریدا (کوبا) (به انگلیسی: Florida Airport (Cuba)) یک فرودگاه همگانی است که یک باند فرود آسفالت دارد و طول باند آن ۹۹۰ متر است. این فرودگاه در کشور کوبا قرار دارد و در ارتفاع ۶۰ متری از سطح دریا واقع شده است.